# ソウルオリンピック主競技場
ソウルオリンピック主競技場（ソウルオリンピックしゅきょうぎじょう、蚕室オリンピック主競技場）は、韓国の首都ソウル特別市松坡区にある総合競技場。蚕室総合運動場内にある主競技場である。

## 概要
設計者は韓国の現代建築の第一人者であった金壽根で、韓国伝統の高麗青磁をモチーフとしたデザインである。アジア競技大会開催やオリンピック招致にあたり、既存の東大門運動場（3万人収容）では手狭であったこともあり、1977年に建設が始まった。1984年に完成し、そのこけら落としは同年9月30日にサッカーの日韓戦によって行われた。その後、このスタジアムを舞台に両国はFIFAワールドカップアジア予選等で数々の激闘を演じた。
オリンピックのプレ大会となった1986年アジア競技大会、そして1988年ソウルオリンピックのメインスタジアムとして使用され、五輪では陸上競技とサッカー決勝、馬術競技個人障害馬術決勝が開催された。
その後も数多くのスポーツイベントや国際試合に使用されたが、2002年ワールドカップ日韓大会においては韓国各地にワールドカップ規格のサッカー専用スタジアムが建設され、ソウル市内にもソウルワールドカップ競技場が建設されたこともあって、2000年5月の韓国対ユーゴスラビアの親善試合以降、サッカーの国際試合の会場として使用されてこなかった。
また、オリンピック開催時までの収容人数は10万人であったが、改修工事により現在は69,950人に縮小されている。
映画『シュリ』のクライマックスシーン、サッカー南北親善大会の舞台となっているのもこのスタジアムであった。
ソウルワールドカップ競技場の完成後、サッカーの国際試合はここで行われることはなくなった。近年は、ソウル国際マラソンのスタート地点など陸上競技の大会の会場として、あるいは大規模なコンサート会場として利用されることが多い。特にマイケル・ジャクソンのコンサートが1999年に開催されたほか、2008年までドリームコンサートの会場、あるいはアジア・ソング・フェスティバルの会場としてしばしば使用されている。2007年から、サッカーK3リーグ・ソウルユナイテッドFCの本拠地になっていたが、2009年シーズンからは孝昌運動場に本拠地を移転した。2013年7月、サッカー東アジアカップ2013の会場の一つとなり、男子の韓国－日本戦(7月28日)など13年ぶりに国際試合が開催された。
2015年よりサッカーKリーグチャレンジに加盟したソウルイーランドFCの本拠地として利用されている。
ソウルイーランドホームゲーム開催時は、バックストレートトラックと南側ゴール裏に仮設席を設け約5000席の観客席として使用する。しかし、仮設席には屋根が一切かからないため、荒天時は南ゴール裏通常席も開放し屋根のかかるエリアでの観戦も可能としている。陸上トラック上にはフードトラックを乗り入れさせ、飲食を販売している。
2023年8月より、ソウル総合運動場のMICE事業による再開発のため、本競技場の改築工事が開始。2026年12月に竣工が予定されている。また隣接する蚕室野球場がドーム球場への改築工事を行う関係で、同球場を本拠地とする2027年から2031年までLGツインズおよび斗山ベアーズが本競技場を一時的に本拠地として利用する。この影響で、2022年から2031年までソウル・イーランドFCは木洞運動場に本拠地を移す。

## アクセス
- ソウル交通公社2号線・ソウル地下鉄9号線の総合運動場駅で下車。